# 4125 Лю Аллен
4125 Лю Аллен (4125 Lew Allen) — астероїд головного поясу, відкритий 28 червня 1987 року.
Тіссеранів параметр щодо Юпітера — 3,839.